# Paraeggerthella
Paraeggerthella es un género de bacterias grampositivas de la familia Eggerthellaceae. Fue descrito en el año 2009. Su etimología hace referencia a parecida a Eggerthella. Son bacterias anaerobias estrictas e inmóviles. Se ha aislado tanto de heces como de sangre en pacientes con bacteriemia, por lo que la especie Paraeggerthella hongkongensis puede ser patógena humana. 

## Taxonomía
Actualmente existen 2 especies descritas:
- Paraeggerthella hominis
- Paraeggerthella hongkongensis